# Gid'on Hausner
Gid'on Hausner (hebrejsky גדעון האוזנר‎, 26. září 1915 – 15. listopadu 1990) byl izraelský generální prokurátor, politik a poslanec Knesetu za stranu Liberalim acma'im (Nezávislí liberálové).

## Biografie
Narodil se ve městě Lvov v Haliči, v tehdejším Rakousku-Uhersku, dnes Ukrajina. V roce 1927 přesídlil do dnešního Izraele. Navštěvoval střední školu v Tel Avivu a absolvoval obor filozofie na Hebrejské univerzitě. Kromě toho studoval právo na Jerusalem Law School a získal osvědčení pro výkon profese právníka. V mládí se zapojil do židovských jednotek Hagana. Během války za nezávislost v roce 1948 sloužil v izraelské armádě, kde působil u brigády Ecjoni. Na Hebrejské univerzitě přednášel obchodní právo.

## Politická dráha
Byl aktivní v hnutí Machanot ha-olim a ve straně Miflaga progresivit (Progresivní strana). V letech 1960–1963 byl Generálním prokurátorem Státu Izrael (nejvyšší státní zástupce). Byl hlavním žalobcem v procesu s Adolfem Eichmannem. V roce 1969 se stal předsedou správní rady památníku obětí holokaustu Jad vašem.
Poprvé zasedl do Knesetu po volbách v roce 1965, do nichž šel (jako do všech dalších) za stranu Liberalim acma'im. Nastoupil jako člen do parlamentního výboru pro zahraniční záležitosti a obranu a výboru pro ústavu, právo a spravedlnost. Mandát obhájil ve volbách v roce 1969, po nichž se opětovně stal členem výboru pro zahraniční záležitosti a obranu a výboru pro ústavu, právo a spravedlnost. Zvolení se dočkal i po volbách v roce 1973 (stal se členem výboru pro zahraniční záležitosti a obranu a výboru pro ústavu, právo a spravedlnost), i když v tomto případě na mandát poslance už v březnu 1974 rezignoval. Uspěl i ve volbách v roce 1977. Po nich zasedal coby člen ve výboru pro ústavu, právo a spravedlnost. Kromě toho v letech 1974–1977 zastával post ministra bez portfeje.